# Шлях до причалу (фільм)
«Шлях до причалу» (рос. «Путь к причалу») — фільм радянського кінорежисера Георгія Данелії. Пісні озвучував Едуард Хіль.
Прем'єри фільму відбулися у Фінляндія (28 лютого 1963 року, на телебаченні) і НДР (25 жовтня 1963 року).

## Сюжет
Василь, молодий хлопчина п'ятнадцяти з половиною років, потрапляє на рятувальний буксир «Кола». Мета у Василя дістатися до Мурманська.
У перші ж хвилини на судні він побачив суворого і неговорливого боцмана — Зосима Семеновича Росомаху. Василь симпатизує боцману. Між боцманом і Маратом Чепіним відбулася суперечка за футбольний матч (у настільній грі). Той хто програє матч повинен поголити половину вуса, а другу половину його не чіпати до відходу з Мурманська. У момент підбиття підсумків гри Василь підтримує боцмана, і він виграє суперечку.
Василь на попередньому місці роботи примудрився зламати дизель. Свою пристрасть до вивчення техніки він не залишає і тут. Випадково затоплює каюту старпома, а сам в цей же час падає за борт. Боцман Росомаха стрибає за борт і рятує Василя. Капітан приймає рішення списати Василя на берег. Але Василь дуже просить залишити його на буксирі, він хоче ходити на ньому, бути рятувальником. Василя залишають на буксирі учнем моториста.
«Кола» має йти на далекі острови за судном «Полоцьк», яке стоїть там пошкоджене з часів Німецько-радянської війни. На цьому судні ходив під час війни Росомаха. Перед виходом у море Росомаха свариться з фронтовим другом, напивається і потрапляє в медвитверезник. У витверезнику він зустрічається з алкоголіком Веліканкіним. Старпому доводиться виручати Росомаху з витверезника.
Росомаха йде від витверезника до порту і по дорозі зустрічається з Марією, яка працювала на сейнері разом з ним. Марія каже що у неї від нього є син, Андрій. Зосима поринає у роздуми. Марія їде на автобусі, а ввечері того ж дня Росомаха знаходить її. Він приходять до Марії додому, Росомаха хоче побачити сина, не застає його вдома, він утік на танці. Росомаха намагається порозумітися з Марією, домогтися щоб вона його простила і прийняла знову, але розмова не виходить.
Буксир виходить в море і через деякий час швартуєтся біля «Полоцька». На цьому ж судні з Росомахою колись ходив і капітан «Коли» Гаст. Разом з боцманом вони оглядають «Полоцьк», згадують загиблих товаришів.
На «Полоцьк» висаджується команда на чолі з Росомахою. У команді Василь, Чепін, Бруно. Судно затоплюється і вони постійно повинні відкачувати воду і стояти у штурвала. Кораблі відправляються у дорогу. Передають штормове попередження. На «Полоцьку» ламається помпа, якою відкачували воду. Боцман спускається в трюм до Василя дізнатися як справи. Зав'язується розмова і боцман, що встиг Василя полюбити, обіцяє його після повернення в Мурманськ познайомити з сином.
Попри те, що йде шторм, Росомаха передає на «Колу» що все в порядку і судно готове йти.
Приходить радіограма про те, що в тридцяти милях від «Коли» гине корабель-лісовоз «Одеса», він втратив хід і його несе штормом на Канинські рифи. Капітан «Коли» зв'язується з Росомахою та розповідає йому про все. Вихід у них тільки один: «Кола» повинна залишити «Полоцьк» і повним ходом йти для порятунку лісовозу. Але якщо «Полоцьк» не тримати носом на хвилю, тоді він ляже на борт і почне черпати воду, що призведе до загибелі судна. Росомаха не хоче обговорювати це з командою, але рація включена і команда (крім Василя, який возиться у трюмі з помпою) дізнається про все. Росомаха проти того, щоб віддати трос, адже тоді всі, хто є на «Полоцьку», загинуть разом з судном.
У настільки гострий момент команда ділиться на два табори Бруно і Чепін за те, щоб трос віддати, Василь же підтримує Росомаху. Але Чепін пояснює Василю в чому справа і тоді Василь вимовляє всього лише одну фразу «Не хотів би я мати такого батька». Почувши її Росомаха сам приймає рішення і рубає трос. Тепер «Кола» може повним ходом йти на виручку лісовозів.
Росомаха дає розпорядження на випадок загибелі судна «Кого повикидає живим на берег, йдіть вправо, там маяк, там врятуєтеся».
«Полоцьк» викидає на скелі, майже все судно йде під воду, на поверхні тільки ніс і рубка судна. Троє членів команди живі, лише тільки мерзнуть під крижаним вітром. А смертельно поранений Росомаха (він вдарився головою об частину судна під час шторму) вмирає, хоча допомога була вже близька.

## У ролях
- Олександр Метьолкін — Василь
- Борис Андреєв — боцман «Полоцька» Зосима Семенович Росомаха
- Олег Жаков — капітан «Коли» Георгій Олександрович Гаст
- Валентин Нікулін — Марат Чепін
- Любов Соколова — Марія
- Бруно Оя — Бруно
- Ольга Маркіна — мати Василя
- Ігор Боголюбов — старпом
- Павло Вінник — радист
- Георгій Віцин — Веліканкін, п'яниця у витверезнику
- Григорій Гай — однорукий'
- Юрій Кладієнко
- Ада Шереметьєва — Майка, фельдшер
- С. Колченаєв — Герасим